# Vedra
Vedra és un municipi de la província de la Corunya a Galícia. Pertany a la Comarca de Santiago.
| 5.570 | 5.639 | 5.763 | 5.791 | 5.057 |
| Fonts: INE i IGE (Els criteris de registre censal variaren i les dades de l'INE i de l'IGE poden no coincidir.) |       |       |       |       |

## Parròquies
Illobre (Santo André) | Merín (San Cristovo) | A Ponte Ulla (Santa María Madanela) | San Fins de Sales (San Fins) | San Mamede de Ribadulla (San Mamede) | San Miguel de Sarandón (San Miguel) | San Pedro de Sarandón (San Pedro) | San Pedro de Vilanova (San Pedro) | San Xián de Sales (San Xián) | Santa Cruz de Ribadulla (Santa Cruz) | Trobe (Santo André) | Vedra (Santa Eulalia)

## Galeria d'imatges

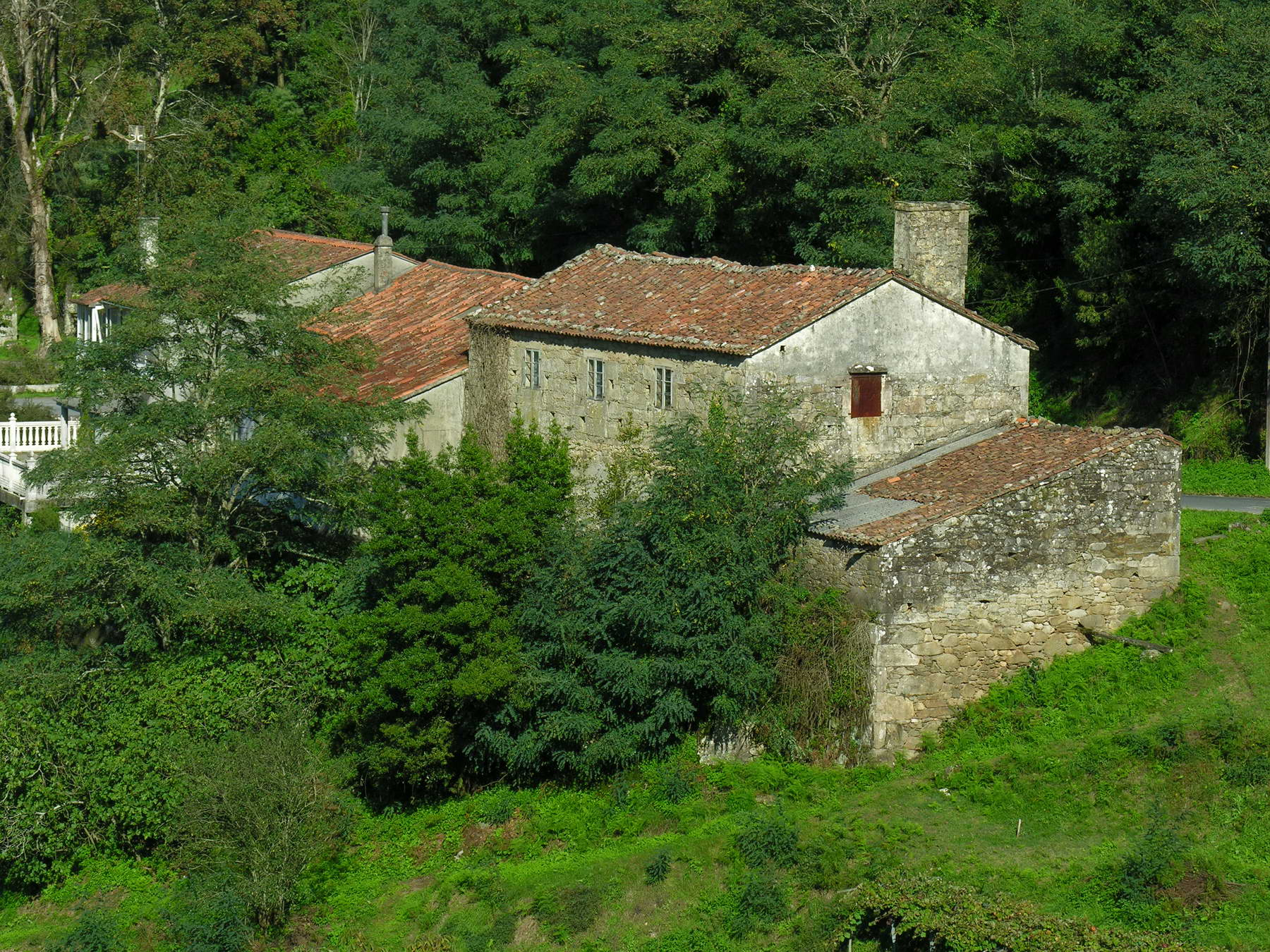
A Ponte Ulla, Vedra
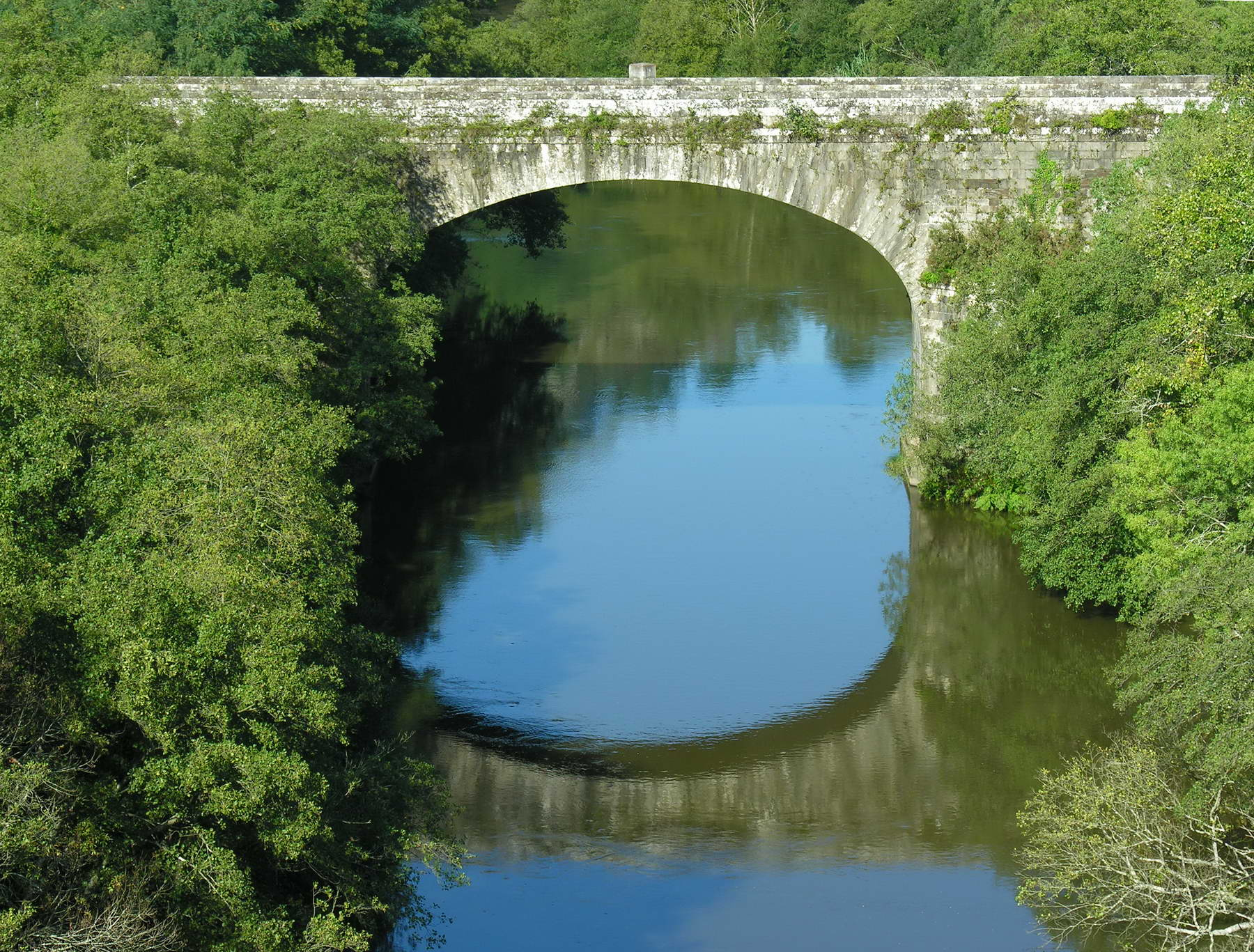
Ponte sobre o río Ulla
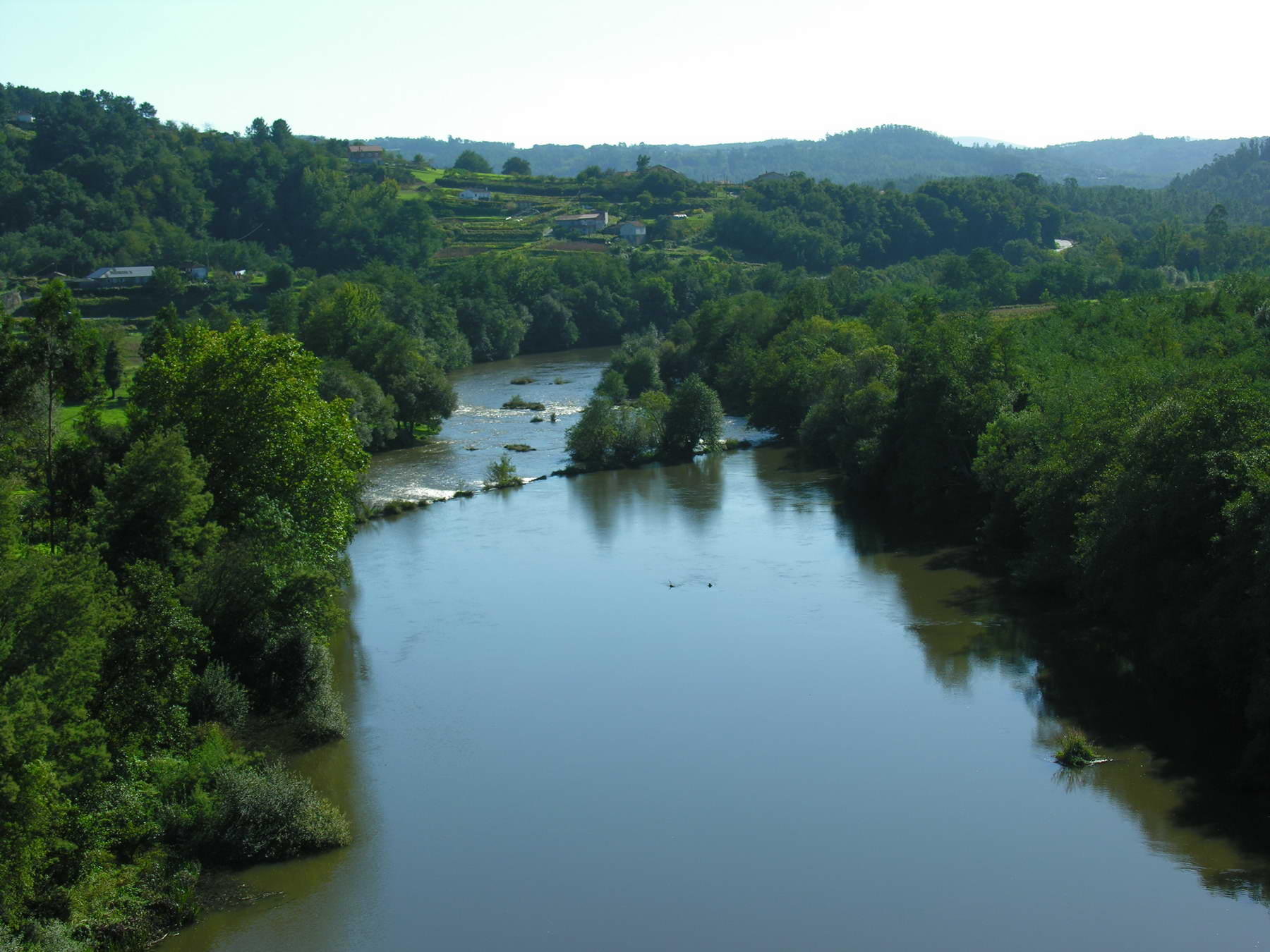
río Ulla